# Aftermath (filme)
Aftermath (no Brasil: Em Busca de Vingança ; em Portugal: Um Ajuste de Contas) é um filme norte-americano de 2017 dirigido por Elliott Lester e escrito por Javier Gullón. É um longa-metragem do gênero drama, baseado na história real do Desastre aéreo de Überlingen, sendo estrelado por Arnold Schwarzenegger, Scoot McNairy, Maggie Grace e Martin Donovan. Além de atuar, Schwarzenegger também é um dos produtores do filme.

## Sinopse
Os fatos reais ocorreram na Alemanha, após o desastre aéreo de julho de 2002 entre duas aeronaves e a contagem final de mortos foi de 71 pessoas.

## Elenco
- Arnold Schwarzenegger ... Roman Melnyk (o personagem é baseado na vida real e nos fatos reais que levaram o arquiteto russo Vitaly Kaloyev a assassinar o controlador de voo envolvido no desastre de Überlingen)
- Scoot McNairy ... Jacob Bonanos (o personagem é baseado nos últimos anos de vida do controlador de voo Peter Nielsen, assassinado pelo arquiteto Vitaly Kaloyev)
- Maggie Grace ... Christina
- Judah Nelson ... Samuel
- Larry Sullivan ... James Gullick
- Jason McCune ... Thomas
- Glenn Morshower ... Matt
- Mariana Klaveno ... Eve Sanders
- Martin Donovan ... Robert
- Hannah Ware ... Tessa
- Christopher Darga ... Andrew
- Kevin Zegers ... John Gullick
- Teri Clark Linden ... supervisor de voo